# Société des Dilettanti
La Société des Dilettantes (en anglais Society of Dilettanti) est une société savante britannique créée en 1733-1734 à Londres.

## Contexte
Au début du XVIIIe siècle, la Grande-Bretagne connut un essor culturel important. Les sociétés savantes se multiplièrent : une association d'antiquaires fut fondée à Londres en 1707, suivie de la Society of Antiquaries of London en 1718. À l'époque, naquit au sein de la communauté des érudits d'Europe, une nouvelle catégorie de personnes cherchant à établir une science explicative des antiquités à partir d'une recherche archéologique et non plus uniquement à partir de la philologie. Ces personnes valorisant les objets plus que les textes ont été, et peuvent toujours être appelées, antiquaires, ou antiquaries en anglais.
Ce fut dans cette atmosphère de développement des sociétés savantes, clubs, académies, permettant la transmission des idées, ainsi que du mécénat ou du patronage scientifique ou intellectuel de l'aristocratie et de la grande bourgeoisie que se créa la « Society of Dilettanti » au cours de l'année 1733-1734, créant une nouvelle forme de patronage, collectif, à mi-chemin entre celui de la Royal Society et le mécénat individuel. Le but de cette Société des Dilettanti fut très clairement défini par Richard Chandler dans l'introduction de son ouvrage, financé par les Dilettanti, Antiquities of Ionia :
« En 1734, des gentlemen qui avaient voyagé en Italie, désireux d’encourager en Grande-Bretagne le Goût pour ces objets qui avaient tant contribué à leur divertissement à l’étranger, fondèrent une Société, portant le nom de Dilettanti. Ils mirent en place les règles qu’ils considéraient nécessaire pour conserver intact l’esprit de leur projet. »

## Objectifs
Le principal but de cette société était de discuter art et littérature, mais, comme pour beaucoup d'autres sociétés ou académies de l'époque, l'aspect socialisation n'était pas absent. Chandler poursuivait d'ailleurs, levant ainsi toute illusion : « Il serait naïf de penser que la promotion des arts était le seul motif pour fonder cette Société. Les relations sociales et amicales étaient indubitablement les principaux objectifs. »
Cela fit dire à Horace Walpole, qui refusa de s'y présenter : « Pour en devenir membre, la première condition était soi-disant d’être allé en Italie, la véritable condition était : être saoul. »

## Fondateurs

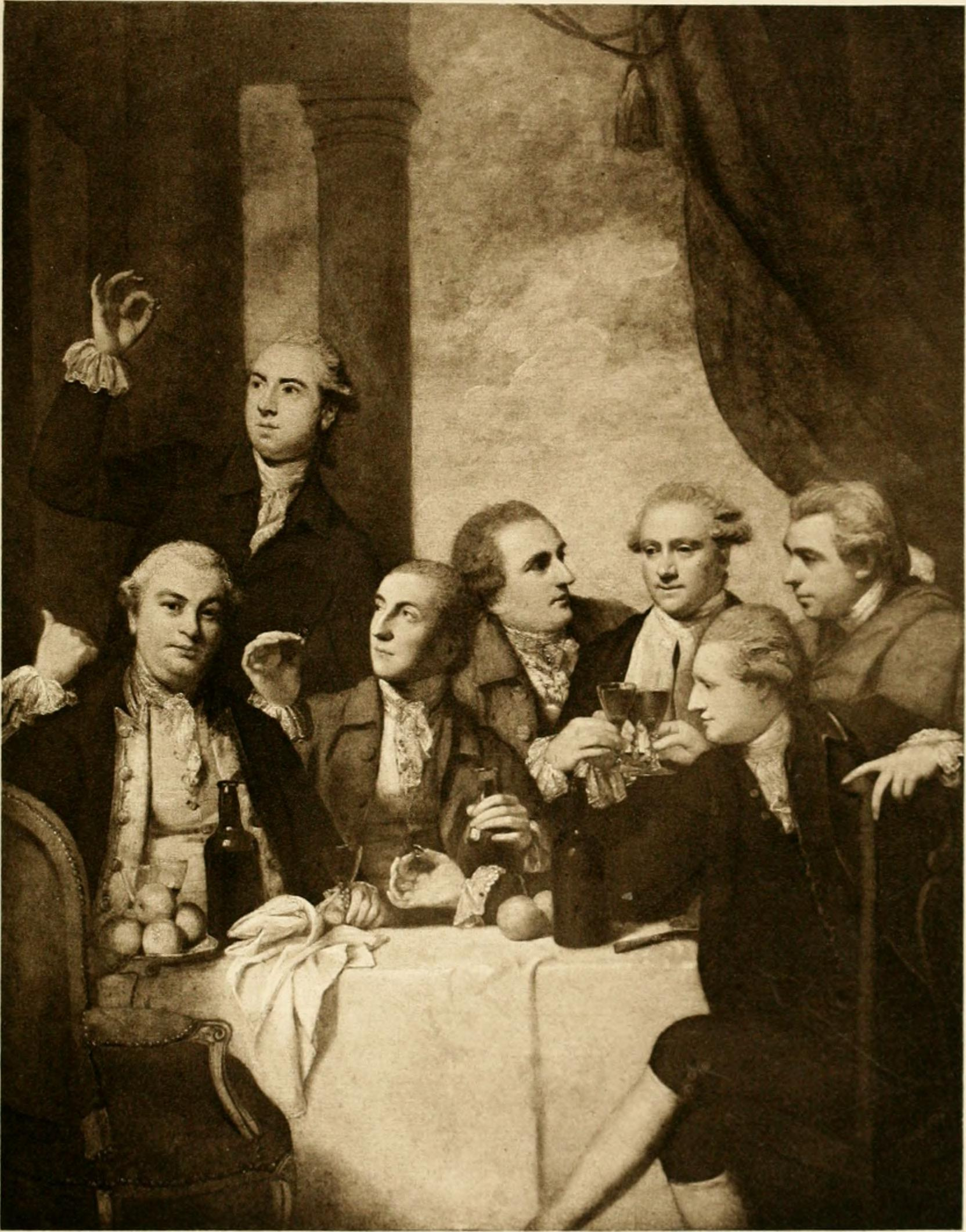
L'autre tableau de Reynolds servant de pendant, ici reproduit en 1909, avec de gauche à droite examinant des gemmes : Lord Murgrave, Henry Dundas, le comte de Seaforth, Charles Greville, John Charles Crowle, Joseph Banks, et Lord Carmarthen.

Les membres fondateurs, tous de jeunes hommes, appartenaient à l’establishment britannique, grandes familles nobles remontant parfois à la conquête normande, ou élite marchande. Ils avaient tous fait leur Grand Tour, voire avaient été « Turkey merchant », membre donc de la Levant Company. Leur culture et leur position sociale firent d'eux des arbitres du goût. Leurs liens avec les grandes sociétés intellectuelles de l'époque étaient étroits, que ce fût avec la Royal Society fondée au XVIIe siècle, avec la Society of Antiquaries, la Royal Society of Arts qui avait obtenu sa charte du roi George II en 1754, ou avec la Royal Academy fondée en 1768. François-Charles Mougel, dans la thèse qu'il consacra aux Dilettanti, compta, entre 1734 et 1800, 62 Dilettanti parmi les membres de la Royal Society, et 24 Dilettanti parmi ceux de la Society of Antiquaries, et les trois premiers présidents de la Royal Academy furent des Dilettanti. Ces liens montrent la progressive évolution de la Société au cours du XVIIIe siècle, particulièrement sous l'influence de Richard Payne-Knight, un de ses membres les plus érudits, et les plus influents. Amateurs éclairés, les Dilettanti abandonnèrent peu à peu les travers que pouvait leur reprocher Horace Walpole, bien que les réunions continuèrent à se dérouler mensuellement au cours d'un dîner. La génération qui domina après 1770 était plus constituée d'érudits que de bons vivants, et les activités de la Society devinrent de plus en plus sérieuses. Cela lui permit de jouer un rôle déterminant dans le développement de l'archéologie scientifique.
Par ailleurs, les conditions de recrutement évoluèrent. Il fallait au début avoir fait le voyage d'Italie pour être admis, le coût limitant socialement le nombre de candidats. Après 1764, il suffisait d'avoir voyagé dans un pays classique (Italie, Grèce ou Levant), et si on était de fortune modeste, d'être un professionnel de la culture, artiste ou homme de lettres. On lit là l'élargissement du Grand Tour, et le développement du rôle de la Société dans les travaux scientifiques et archéologiques. Comme Winckelmann, les Dilettanti favorisèrent la fascination pour une Grèce idéale, par un double rôle : par les voyages, ceux des membres, ou ceux qu'ils financèrent ; et par la publication d'ouvrages de référence, le plus souvent issus de ces voyages sponsorisés.
Le comte de Sandwich, un des premiers Dilettanti, voyagea au Levant en 1738-1739, mais son journal ne fut publié qu'en 1799. Son voyage fut l'archétype de ce que les voyageurs postérieurs firent. Il visita aussi bien la Grèce continentale que les îles. Utilisant sa culture classique pour interpréter les ruines qu'il essayait de repérer grâce à son Pausanias, il cherchait à atteindre la civilisation classique à travers le christianisme et l'influence ottomane. Pourtant, au-delà de ses intérêts antiques, il n'oublia pas la réalité contemporaine : langue, gouvernement ou mœurs. On le vit aussi, comme certains ensuite, décrire des lieux où il ne put aller, comme Rhodes, où régnait la peste. En 1749, Lord Charlemont visita l'Égée accompagné d'un peintre, Richard Dalton. Nombre de ses successeurs fortunés suivirent son exemple en se faisant accompagner d'un artiste capable d'illustrer le récit du périple ou d'immortaliser les étapes, paysages, monuments ou scènes typiques. Lord Charlemont fit publier en 1751 des gravures faites à partir des travaux de Dalton sur les monuments et les sites, avec quelques erreurs de détail que les suivants s'empressèrent de corriger. Ce fut là le premier ouvrage spécialisé à paraître, plus ou moins grâce aux Dilettanti, sur la Grèce antique. Le dernier des voyages des Dilettanti eux-mêmes, mélangeant agrément et science, fut celui de Robert Wood et James Dawkins en Syrie en 1750-1751, dont le retour passa par les îles de l'Égée et Athènes où ils rencontrèrent Stuart et Revett. Ils étaient partis, ainsi que leurs suivants avec une bibliothèque comprenant des historiens et des poètes grecs, des livres sur l'antiquité, et des récits de voyage.
James Stuart et Nicholas Revett réalisèrent le premier des vrais voyages scientifiques financés par la Society of Dilettanti. Dans les années 1740, ils étaient à Rome, où ils faisaient fonction de cicerone pour les milordi, ce qui leur permit de lier des liens étroits avec leur futurs patrons. En 1748, ils mirent sur pied un projet de voyage scientifique et artistique à Athènes. Revett pensait qu'il faudrait quatre ans pour réaliser ce projet dont il estimait le coût à 10 000 livres, dépense qui, selon lui pourrait être couverte par le profit réalisé lors de la publication des résultats des travaux. Aucun d'eux n'avait les moyens de financer une telle expédition, d'où la nécessité de trouver des mécènes. À Venise, Stuart et Revett rencontrèrent Sir James Gray, noble écossais, résident britannique auprès de la Sérénissime. Passionné de culture antique et d'architecture, il était membre de la Society of Dilettanti. Gray s'employa à trouver un financement pour Stuart et Revett auprès de celle-ci. Il lança une souscription, les fit élire à la Société, leur obtint des recommandations diplomatiques, ce qui était d'autant plus facile que l'Ambassadeur à Constantinople était lui aussi membre des Dilettanti. Il demanda aussi à Stuart et Revett de rédiger, à l'intention de la Société ce qu'ils se proposaient de réaliser en Grèce. Cela donna cet opuscule de 1748 : Proposals for Publishing an Accurate Description of the Antiquities of Athens, dans lequel on aperçoit bien le changements de perspective, et le réel progrès scientifique :
« Parmi les voyageurs qui ont visité ces contrées, plusieurs se sont fait remarquer par des connaissances littéraires profondes, mais tous étaient trop peu instruits dans les arts de la peinture, de la sculpture et de l'architecture pour pouvoir nous donner une juste idée de ce qu'ils avaient vu. »
Le voyage scientifique fut financé, ainsi que les publications postérieures des résultats. Stuart et Revett purent donc se rendre à Athènes et dans les Cyclades, aux frais de la Société entre mars 1751 et l'automne 1753. Entre 1762 et 1820 parurent les 4 tomes de The Antiquities of Athens measured and delineated. Devant le succès scientifique et littéraire de l'entreprise, les Dilettanti renouvelèrent l'expérience. Ils financèrent la décennie suivante le voyage de Richard Chandler, Nicholas Revett et William Pars qui visitèrent l'Ionie entre 1764 et 1766, ainsi que la publication des résultats qui s'étala de 1769 à 1797.
Parallèlement, les membres les plus érudits de la Société publièrent des ouvrages de référence sur l'art antique. Richard Payne-Knight était alors l'arbitre du goût, l'archétype même de ce que les Britanniques appelaient le connoiseur, auréolé de la virtù qu'il avait acquise en Italie. Ainsi, lorsqu'il affirma que les marbres du Parthénon, ramenés en Grande-Bretagne par Thomas Bruce, lord Elgin, étaient romains, de la période d'Hadrien, la Société dans son ensemble dit comme lui, et nombreux furent les Britanniques à accepter son jugement. En 1805, il publia An Analytic Inquiry into the Principles of Taste, où il affirmait que le Beau Idéal n'existait pas mais que les statues grecques proposaient des modèles de beauté, grâce et élégance. On voit bien là son importance dans la formation de la fascination pour la Grèce antique. En 1809, la Society of Dilettani publia Specimens of Antient Sculpture, sous la direction de Richard Payne-Knight. Cet ouvrage, d'une grande importance dans le développement de la connaissance de l'art antique, fut réalisé à partir des collections des Dilettanti. Soixante-trois œuvres d'art y étant présentées, dont vingt-trois appartenant à R. Payne-Knight. Le deuxième tome des Specimens of Ancient Sculpture, datant de 1835, fut préfacé par John Sawrey Morritt of Rokeby, membre des Dilettanti, et qui avait voyagé dans l'Égée dans les années 1790. 
En 1812, le lancement par les Dilettanti de la seconde expédition de Ionie marqua cependant la fin de la Société, le Dilettantisme s'effaçant peu à peu, en raison peut-être de leur entêtement, R. Payne-Knight le premier, à refuser d'attribuer les marbres du Parthénon à Phidias. Il est vrai qu'une telle attribution aurait pu dévaloriser leurs propres collections, souvent constituées de copies romaines glanées en Italie. Le fait qu'Ennius Quirinus Visconti, disciple de Winckelmann déclarât que l'œuvre était de Phidias fit beaucoup de tort alors aux Dilettanti. Leur influence scientifique et intellectuelle s'effaça peut-être aussi devant l'arrivée d'institutions plus puissantes, comme le British Museum. En 1785 déjà, la Société avait donné au musée une inscription provenant de l'Érechthéion, et ramenée en Grande-Bretagne par l'expédition Chandler.